# Кольбермор
Кольбермор (нім. Kolbermoor) — місто в Німеччині, розташоване в землі Баварія. Підпорядковується адміністративному округу Верхня Баварія. Входить до складу району Розенгайм.
Площа — 19,87 км2. Населення становить 18 534 ос. (станом на 31 грудня 2020).